# 시저 시스터스

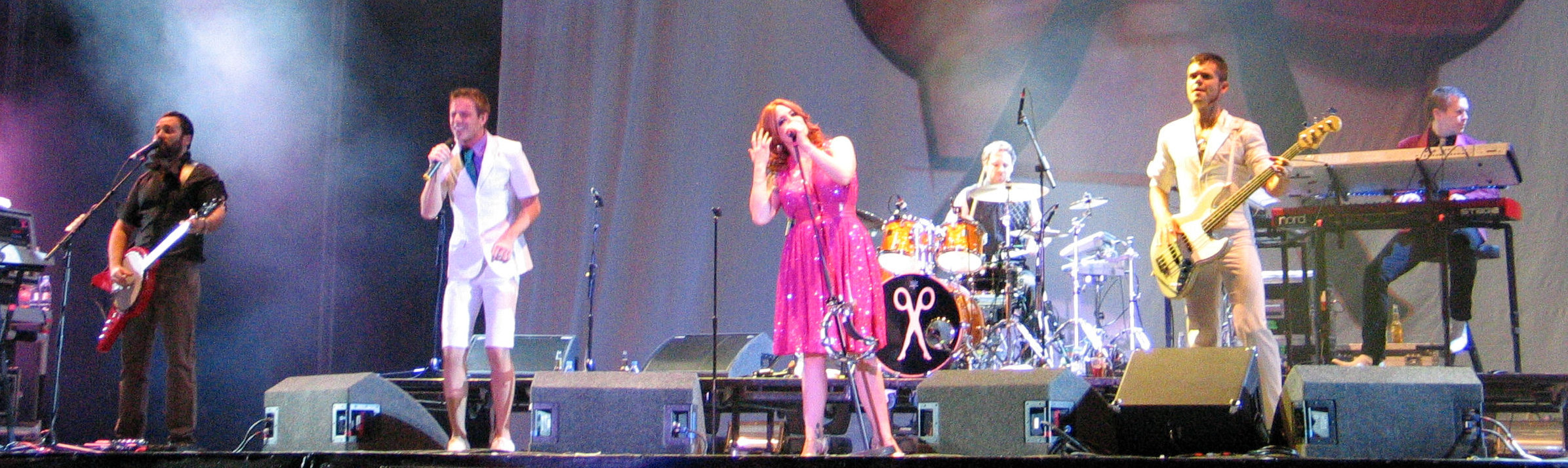

시저 시스터스(Scissor Sisters)는 2001년에 결성된 밴드이다. 그들의 스타일은 디스코, 글램 록, 팝, 뉴욕의 클럽 신을 기반으로 한다. 밴드는 보컬리스트인 제이크 셰어스와 애나 매트로닉, 기타,베이스,키보드를 맡고 있는 배이비대디, 기타와 베이스를 맡고 있는 델 마퀴스, 드러머 랜디 리얼로 이루어져 있다. 시저 시스터즈는 본고장인 미국보다도 영국에서 큰 인기를 얻었다. 시저 시스터즈의 데뷔앨범인 <시저 시스터즈>는 영국에서 2004년 가장 많이 팔린 앨범이었다.